# Blake Ross
Blake Ross (Miami; 12 de junio de 1985) es un desarrollador de software estadounidense, conocido por trabajar en la creación de los navegadores Mozilla.
En particular, empezó el proyecto Mozilla Firefox con David Hyatt, así como el proyecto Spread Firefox con Asa Dotzler mientras trabajaba como contratista en la fundación Mozilla.
En el 2005 fue nominado por la revista Wired con el principal Top Rave Award. También fue parte de la Hot list, (lista caliente) de la revista Rolling Stone. Ross había sido contratado para trabajar como
becario en la Netscape Communications Corporation a la edad de 15 años mientras asistía a clases en la escuela preparatoria en Miami, Florida. Se graduó en el 2003 y actualmente acaba de licenciarse del programa de graduación en la Stanford University. 